# 岩淵聡文
岩淵 聡文（いわぶち あきふみ、1960年12月27日 - ）は、日本の文化人類学者、海洋考古学者（社会人類学・東南アジア民族誌・海洋文化学）。東京海洋大学海事システム工学部門教授。

## 来歴
東京都中野区に生まれる。1983年、早稲田大学第一文学部史学科日本史学専修卒業、1985年、東京大学大学院社会学研究科文化人類学専門課程修士課程修了、1990年、オックスフォード大学大学院社会人類学科博士課程修了。博士号は、Doctor of Philosophy（オックスフォード大学・1990年）。1994年、東京商船大学講師、翌年に助教授。2003年、東京商船大学と東京水産大学が統合され、国立大学法人東京海洋大学が発足したことに伴い、同年に東京海洋大学助教授、2005年より東京海洋大学教授。この間、1993年から1994年まで東京大学東洋文化研究所研究員、1996年から1997年までオックスフォード大学客員研究員、2000年から2001年までミュンヘン国立民族学博物館客員研究員（アレクサンダー・フォン・フンボルト財団）、2007年にベトナム国家大学ホーチミン市校人文社会科学大学客員教授（フォード財団）、2016年にインドネシア国立アンダラス大学招聘講師。
1986年から1988年までインドネシア共和国アチェ州においてアラス族、2011年から2012年まで同国バンカ・ブリトゥン州のポンゴ島において漂海民セカ族のフィールドワーク。アチェ戦争中、オランダ軍による大虐殺に直面し、閉鎖的となっていたアラス峡谷では、呪術師の養子となり、フィールドワークを実施する。2012年にパンカルピナンにおいて、セカ族協会（Organisasi Suku Sekak）を結成。
2021年10月にユネスコ政府間海洋学委員会は、岩淵聡文がその研究チームの代表をつとめる「現地住民、伝統的な生態学上の知識、気候変動：象徴的水中文化遺産としての石干見」を国連海洋科学の10年（2021年‐2030年）の行動プロジェクトの一つとして採択した。副代表は、グアム大学のビル・ジェフリー（William Frederick Jeffery）准教授。SDGs（持続可能な開発目標）関連の本プロジェクトには、ユネスコ水中考古学大学連携ネットワークのメンバー校である東京海洋大学、グアム大学、ワルシャワ大学の他、筑紫女学園大学、木浦大学校、フィリピン大学、トリニティ・カレッジ (ダブリン大学)、ネルソン・マンデラ大学が参加をしている。
国際記念物遺跡会議（イコモス）国際水中文化遺産委員会日本代表委員、国際記念物遺跡会議（イコモス）国際学術委員会水と遺産専門委員、日本海事史学会副会長（会長代行）、海洋立国懇話会理事 、NPO法人アジア水中考古学研究所理事 。

## 著作
単著 
- The People of the Alas Valley: A Study of an Ethnic Group of Northern Sumatra, Oxford: Clarendon Press, 1994年
- Kebudayaan Alas di Aceh Tenggara, Indonesia, Masyarakat Indonesia, vol. 21(1): 83-94, 1994年
- 『文化遺産の眠る海：水中考古学入門』京都：化学同人、2012年
- On the Frontier of Climate Change: The Underwater Cultural Heritage of Stone Tidal Weirs, Blue Papers: Water and Heritage for Sustainable Development, vol. 1 (1): 88-95, 2022年

共著 
- 『ギリシア世界からローマへ：転換の諸相』（地中海文化を語る会編）東京：彩流社、2001年
- Indonesian Houses: Survey of Vernacular Architecture in Western Indonesia, vol. 2, ed. R. Schefold and P. J. M. Nas,  Leiden: KITLV Press, 2008年
- The Protection of the Underwater Cultural Heritage, ed. J. Lowther, J. Sellick, and M. Williams, Leiden: Brill/Nijhoff, 2025年

翻訳 
- T. M. フレーザー『タイ南部のマレー人：東南アジア漁村民族誌』東京：風響社、2012年
- ユネスコ水中考古学大学連携ネットワーク（編）『安全な水中考古学ダイビング実践モデルコード』東京：東京海洋大学、2019年[14]